# Fossombrone
Fossombrone (star., łac. Forum Sempronii - od założyciela miasta Gajusza Semproniusza Grakchusa) – miejscowość i gmina we Włoszech, w regionie Marche, w prowincji Pesaro i Urbino, położona nad rzeką Metauro.
Według danych na rok 2004 gminę zamieszkiwało 9586 osób, 90,4 os./km².

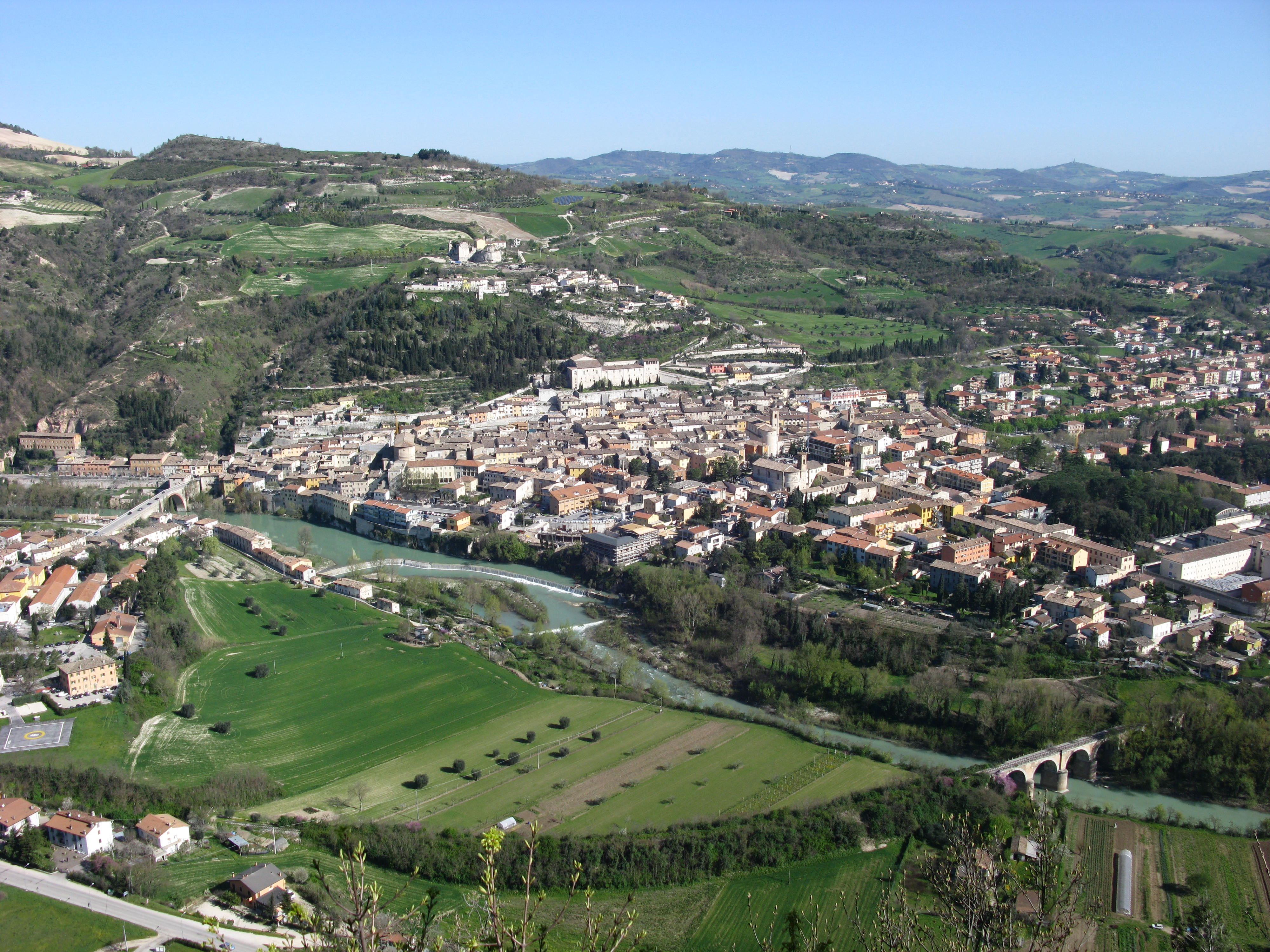
Fossombrone

Fossombrone od V wieku było siedzibą biskupstwa (diecezja Fossombrone), które w 1986 zostało połączone z diecezją Fano oraz diecezją Cagli e Pergola.

## Miasta partnerskie
- Entraigues-sur-la-Sorgue